# Plazandreok
Plazandreok és un partit polític del País Basc creat el 1995 a Sant Sebastià i que es presenta com a "plataforma política de dones". Plazandreok és una agrupació feminista, realitzant activitats en tal sentit. Ha obtingut sempre resultats testimonials.
El seu nom resulta difícilment traduïble del basc i voldria dir "nosaltres les dones de la plaça" o "vosaltres (proximitat) dones de la plaça" (les que prenen part activa en la vida pública). En basc existeix la paraula "plazagizon" (home de la plaça) per referir-se a l'home públic i amb responsabilitats polítiques però no existeix pròpiament un nom paral·lel per anomenar les dones. Les dones de Plazandreok inventen un nom per reivindicar una realitat des del convenciment que el que no s'anomena no existeix.
Ha participat en les eleccions municipals de 1995, 1999 i 2003 i 2007 presentant candidatures al consistori donostiarra. A les eleccions a les Juntes Generals del País Basc de 1999 va presentar a més candidatures a les Juntes Generals de Guipúscoa i de Biscaia i en 2003 i 2007 va presentar també candidatures a algunes circumscripcions de les Juntes Generals de Guipúscoa. Mai ha arribat a obtenir càrrecs electes.
Des de 1994 és a més un grup feminista que el seu objectiu és aconseguir una societat més igualitària, participant en diferents coordinadores, plataformes i fòrums de participació institucionals.

## Eleccions municipals de 1995
Al maig de 1995 Plazandreok es va presentar per primera vegada a les eleccions municipals de Sant Sebastià. La candidata era Juana Aranguren Rica. El seu lema de campanya va ser "Ni veu, ni vot". Van obtenir 2.287 vots (2,41%), sent la segona candidatura menys votada.

## Eleccions municipals i forals de 1999
Al maig de 1999 Plazandreok es va presentar per segona vegada a unes eleccions municipals i va plantejar la seva candidatura per primera vegada en juntes generals de totes les circumscripcions de Guipúscoa i Biscaia. El lema de campanya aquesta vegada va ser "Per què no canviem de sexe?" ("Eta sexua aldatzen badiogu") i darrere d'ell descansava tota una reivindicació que la política havia de canviar de sexe. Juana Aranguren va ser de nou candidata a l'alcaldia de Sant Sebastià.

## Eleccions municipals i forals de 2003
Al maig de 2003 Plazandreok va concórrer per tercera vegada a les eleccions municipals i forals. Asun Urbieta va ser la nova candidata a l'alcaldia de Sant Sebastià i Arantza Campos la candidata a la Diputada General de Guipúscoa. A Sant Sebastià van aconseguir 611 vots (0,59%) i 973 vots (0,29%) en les Juntes Generals de Guipúscoa. El lema de campanya va ser "Tots els drets per a totes les dones (homes inclosos)".

## Eleccions municipals i forals de 2007
Plazandreok va presentar candidatura a l'ajuntament de Sant Sebastià i a les circumscripcions de Donostialdea i Bidasoa-Oiartzun per a les eleccions a Juntes Generals. Asun Urbieta era la candidata a l'Ajuntament de Donostia i Arantxa Olañeta la candidata a Diputada General. Plazandreok presentava per primera vegada homes en la seva llista electoral municipal d'acord amb la Llei estatal per a la Igualtat efectiva aprovada al març de 2007. Les candidatures a les eleccions forals estaven compostes exclusivament per dones, en regir-se per la Llei Basca d'Igualtat.
A Sant Sebastià van mantenir el nombre de sufragis aconseguits en 2003 (585 vots, 0,79%), i van obtenir 1.533 vots (0,58%) en Juntes Generals de Guipúscoa.

## Eleccions municipals i forals de 2011
Plazandreok es presentarà de nou a les eleccions municipals en Donostia i a les eleccions forals en les circumscripcions de Donostialdea i Bidasoa-Oiartzun. La seva candidata a l'ajuntament serà Juana Aranguren i la candidata a Diputada General serà Asun Urbieta. De nou els acompanyen a les seves llistes homes independents, aquesta vegada també a les llistes a Juntes Generals després que el Partit Popular presentés un recurs a aquesta excepció de la llei basca.

## Plazandreok com a grup feminista
Des que es va crear en 1994 Plazandreok ha mantingut la seva "doble personalitat" de partit polític en dates electorals i de grup feminista actiu durant la resta del temps. Plazandreok participa des de llavors en la Coordinadora Feminista d'Euskal Herria i ha estat present en l'organització de les últimes jornades feministes. Ha participat i participa en diferents plataformes que s'han anat creant en els últims anys (llei d'Igualtat, Cures...) a nivell Euskal Herria. A Donostia és a més membre activa en el Consell d'Igualtat, en el Fòrum Dones i Ciutat i en la recent creada Casa de les Dones.
Durant tots aquests anys Plazandreok ha organitzat jornades i activitats per reflexionar sobre diferents temes que afecten la vida de les dones. Així, Plazandreok ha estat pionera en el seu context en la reflexió sobre urbanisme i gènere, sobre participació ciutadana, sobre dones i processos de pau... En els últims anys a més ha consolidat dues cites anuals: el Feministaldia (Festival de Cultura Feminista) i les Jornades sobre Feminisme i Laïcisme.